# Mads Junker
Mads Junker, né le 21 avril 1981 à Humlebæk, près de Copenhague (Danemark), est un footballeur international danois qui évolue au poste d'attaquant.